# NGC 1239
NGC 1239 is een spiraalvormig sterrenstelsel in het sterrenbeeld Eridanus. Het hemelobject werd op 6 januari 1785 ontdekt door de Duits-Britse astronoom William Herschel. NGC 1239 is een van de sterrenstelsels uit de NGC 1023-groep, een cluster van 5 sterrenstelsels op ongeveer 20,3 miljoen lichtjaar afstand.

## Synoniemen
- PGC 11869
- MCG -1-9-12
- NPM1G -02.0104